# Usina Solar Tauá

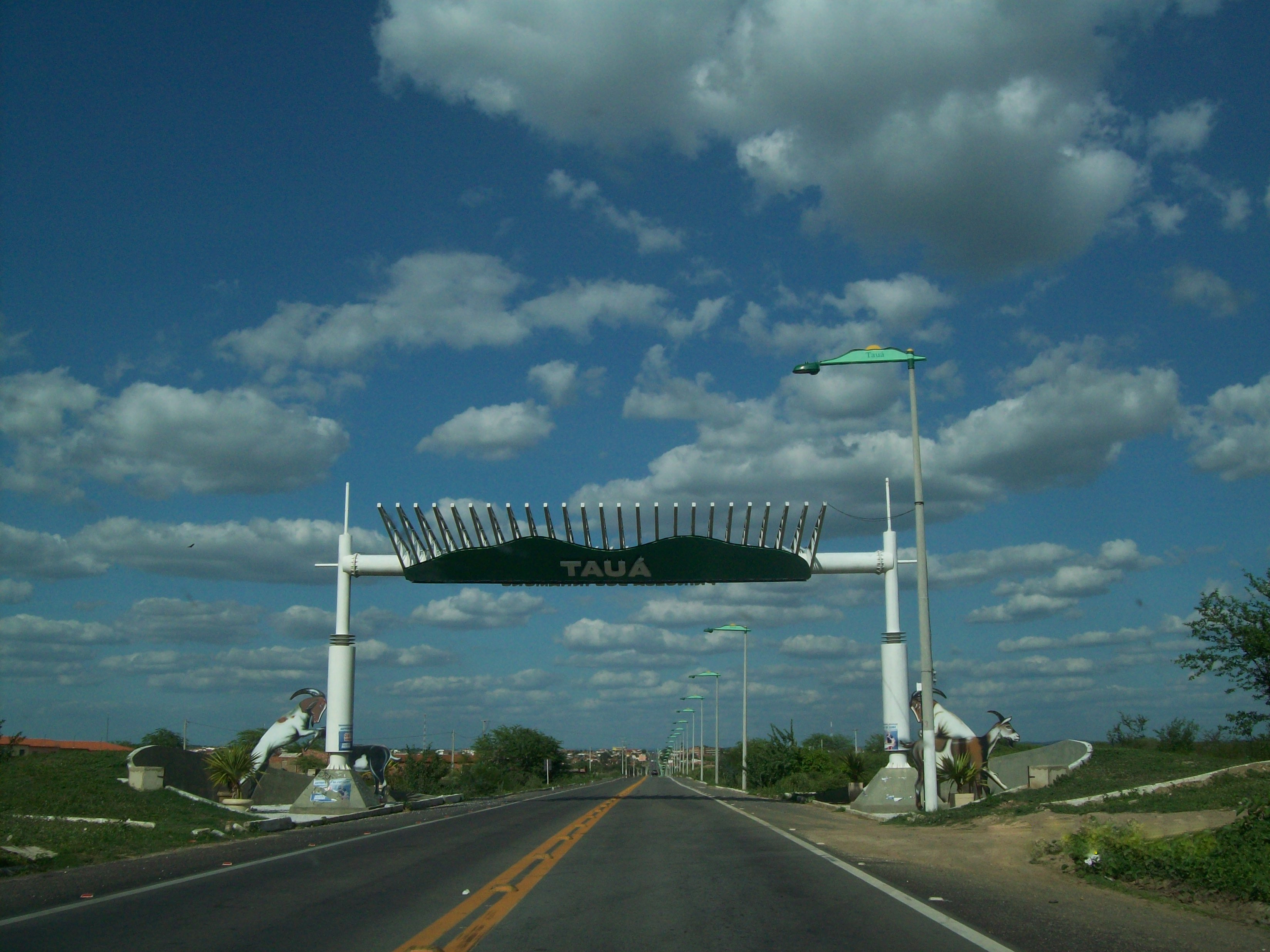
A cidade de Tauá (CE)

A Usina Solar Tauá é a primeira usina solar fotovoltaica a gerar eletricidade em escala comercial no Brasil.
Inaugurada em agosto de 2011, a usina está localizada no município de Tauá, no sertão do Ceará, a 340 km de Fortaleza, e tem capacidade inicial de geração de 1 megawatt.
Foi construída e operada pela empresa MPX , do grupo EBX do empresário Eike Batista. Mais tarde, foi vendida para a Alemã E.ON. 
Atualmente, pertence à Eneva, empresa de energia que também opera a Usina Termelétrica do Porto do Pecém II e a Usina Termelétrica Porto do Itaqui (movidas a carvão mineral) e o Complexo Termelétrico Parnaíba (gás natural).
Conta com 4.680 painéis fotovoltaicos para converter a energia solar em elétrica, numa área de 12 mil metros quadrados (m²). Consegue suprir 1.500 residências.